# Zapatas Bande
Zapatas Bande ist ein kurzes, deutsches Stummfilmlustspiel von 1914 mit Asta Nielsen in der Hauptrolle.

## Handlung
Ein deutsches Filmteam mit dem dänischen Star Asta Nielsen reist nach Italien, um dort einen Film über eine Räuberbande zu drehen. Astas Rolle soll die des Räuberhauptmanns Zapata werden. Doch bald gerät die Crew unter echte Räuber, die ihnen ihre gesamte Zivilkleidung stehlen. Nun sind die Darsteller gezwungen, vorübergehend in ihrer Filmkleidung, also im Räuberbanden-Outfit, herumzulaufen. Dies hat zur Folge, dass die Einheimischen glauben, dass es sich bei den Filmschauspielern um echte Räuber handeln müsse, mit Asta als deren Anführerin. 
Eine junge italienische Gräfin ist in ihrer schwärmerischen Räuberromantik derart begeistert von dem verwegen aussehenden Trupp, dass sie sich sogleich in „den Anführer“, also Asta, verliebt. Asta klärt sie nicht sofort auf, nicht zuletzt deshalb, weil zwischen den beiden eine beträchtliche Sprachbarriere existiert. So wird die Reinheit unschuldiger Liebe bewahrt, und es dauert nicht lang, da wird die inzwischen vom Dorfgendarmen verhaftete, unfreiwillige „Räuberbande“ wieder auf freien Fuß gesetzt.

## Produktionsnotizen
Zapatas Bande entstand im Winter 1913/14 im italienischen Marina di Massa im Golf von La Spezia und kam ohne Studioaufnahmen bzw. -dekorationen aus. Die von Fritz Seyffert entworfenen Filmbauten wurden aus Deutschland nach Italien gebracht und in Marina di Massa als großes Freilichttheater zusammengebaut. Der Kurzfilm maß 752 Meter auf zwei Akte und passierte die deutsche Filmzensur am 10. Februar 1914. Die Uraufführung fand am 27. Februar 1914 statt. In Österreich-Ungarn wurde Zapatas Bande im März desselben Jahres dem Publikum vorgestellt.

## Kritiken
„Asta Nielsen feiert wieder einmal einen Triumph. In dem Filmscherz Zapatas Bande ist sie die Hauptdarstellerin und mit grossem Geschick versteht sie es, den Anführer einer Räuberbande wiederzugeben. Die Verwechslung einer Schauspielertruppe mit der Räuberbande rief beim Publikum grosse Heiterkeit hervor.“

„Sehr gut ist das neue Asta-Nielsen-Bild Zapatas Bande […], ein Filmscherz in 2 Akten, der die abenteuerlichen Erlebnisse einer Filmschauspielertruppe in einer von Räubern geplagten Gegend Italiens humorvoll darstellt. […] Man braucht nicht zu sagen, daß Asta Nielsen, die sich in Männerkleidung immer wohl befindet, große Ausgelassenheit an den Tag legt und die Heiterkeit auf ihr Konto bringt.“

„Asta Nielsen brilliert in diesem ‚Filmscherz‘ als Räuberhauptmann, dem sich eine Tochter aus gutem Haus an den Hals wirft und der sich deren Nachstellungen kaum erwehren kann.“